# 渡船大樓站
渡船大樓站或稱輪渡碼頭站（日语：／ Ferī-tāminaru eki */?）是位於大阪府大阪市住之江區，由大阪市高速電氣軌道（大阪地下鐵）所經營的鐵路車站。本站是屬於自動導引中運量大眾運輸系統（新電車）的南港港城線的沿線車站，車站編號為P14。

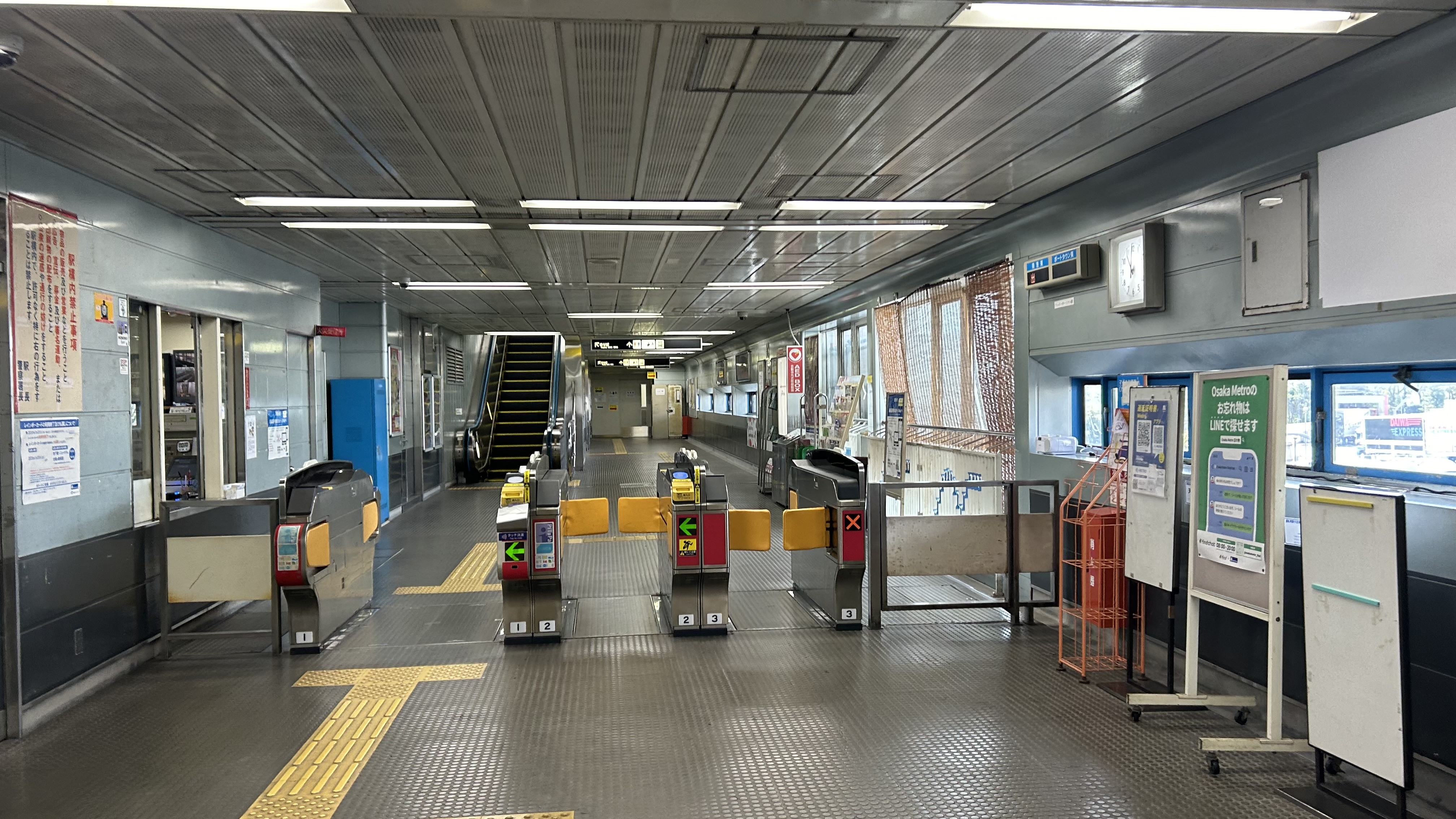
驗票口

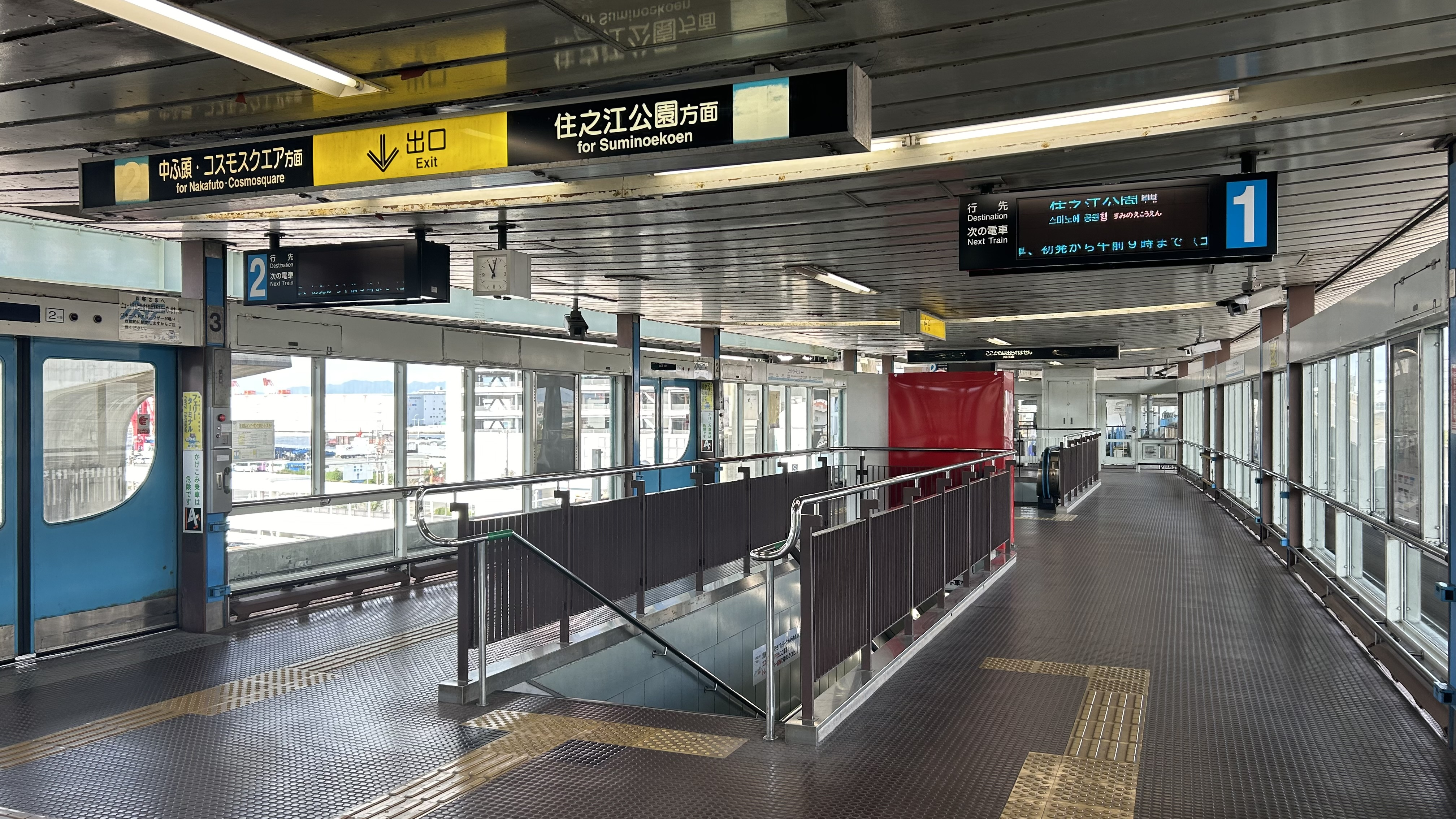
月台

## 車站構造
本站採高架設計。中央走道與驗票口位於二樓，月台則位於三樓，站内設有一處驗票口。

### 月台配置
| 月台 | 路線       | 目的地               |
| ---- | ---------- | -------------------- |
| 1    | 南港港城線 | 住之江公園方向       |
| 2    | 南港港城線 | 中埠頭、宇宙廣場方向 |

## 利用狀況
2018年11月13日1日上下車人次為3,539人（上車人次：1,695人，下車人次：1,844人）。此站是大阪市高速電氣軌道全部車站當中最下位（若只限地下鐵各線，今里筋線的清水站為最下位）。
| 年度   | 調查日   | 上車人次 | 下車人次 | 上下車人次 |
| ------ | -------- | -------- | -------- | ---------- |
| 1990年 | 11月06日 | 1,551    | 1,732    | 3,283      |
| 1995年 | 2月15日  | 2,208    | 2,775    | 4,983      |
| 1998年 | 11月10日 | 1,788    | 2,235    | 4,023      |
| 2007年 | 11月13日 | 1,870    | 2,205    | 4,075      |
| 2008年 | 11月11日 | 1,852    | 2,181    | 4,033      |
| 2009年 | 11月10日 | 1,895    | 2,098    | 3,993      |
| 2010年 | 11月09日 | 2,028    | 2,298    | 4,326      |
| 2011年 | 11月08日 | 1,816    | 1,996    | 3,812      |
| 2012年 | 11月13日 | 1,632    | 1,746    | 3,378      |
| 2013年 | 11月19日 | 1,686    | 1,786    | 3,472      |
| 2014年 | 11月11日 | 1,778    | 1,897    | 3,675      |
| 2015年 | 11月17日 | 1,838    | 1,958    | 3,796      |
| 2016年 | 11月08日 | 1,687    | 1,751    | 3,438      |
| 2017年 | 11月14日 | 1,764    | 1,788    | 3,552      |
| 2018年 | 11月13日 | 1,695    | 1,844    | 3,539      |

## 历史
- 1981年（昭和56年）3月16日：本站在南港港城線住之江公園～中埠頭間路段通車的同時啟用。
- 2018年（平成30年）4月1日：大阪市交通局民營化，成立非上市公司大阪市高速電氣軌道經營原交通局所擁有的各路線，本站也隨之成為該公司旗下的車站。

## 相鄰車站
大阪市高速電氣軌道（大阪地下鐵）
 南港港城線（新電車）
港城東（P13）－渡船大樓（P14）－南港東（P15）

## 外部連結
- 車站Guide：渡船大樓 - Osaka Metro

34°37′9″N 135°26′6″E / 34.61917°N 135.43500°E